# Nati nel 1992/Gennaio
| Questa pagina contiene informazioni ricavate automaticamente dalle voci biografiche con l'ausilio del template Bio e di un bot. L'aggiornamento è periodico e automatico e ricostruisce completamente la pagina. Se manca una persona in questa lista, sei pregato di non aggiungerla, ma accertati piuttosto che la sua voce biografica contenga il template Bio e che i dati anagrafici siano correttamente compilati. Se il template Bio manca, inseriscilo tu stesso o, in alternativa, metti l'avviso {{tmp\|Bio}} che ne segnala la mancanza. Se i dati riportati sono sbagliati, correggi direttamente la voce biografica; le modifiche saranno visibili in questa lista entro pochi giorni. Per chiarimenti vedi il progetto biografie. La lista contiene solo le 556 persone che sono citate nell'enciclopedia e per le quali è stato implementato correttamente il template Bio. Pagina aggiornata al 18 lug 2025. |

- 1º gennaio - Salem Al-Omzae, calciatore yemenita
- 1º gennaio - Jerwin Ancajas, pugile filippino
- 1º gennaio - Iván Balliu, calciatore spagnolo
- 1º gennaio - René Binder, pilota automobilistico austriaco
- 1º gennaio - Alaya Brigui, ex calciatore tunisino
- 1º gennaio - Shane Duffy, calciatore nordirlandese
- 1º gennaio - Basem Morsi, calciatore egiziano
- 1º gennaio - Sofyan El-Gadi, nuotatore libico
- 1º gennaio - Dirkir Glay, calciatore liberiano
- 1º gennaio - He Kexin, ex ginnasta cinese
- 1º gennaio - Allan Kimbaloula, calciatore francese
- 1º gennaio - Salvatore Molina, calciatore italiano
- 1º gennaio - Spyros Motsenigos, cestista greco
- 1º gennaio - Nassar Nassar, calciatore libanese
- 1º gennaio - Jaroslav Navrátil, calciatore ceco
- 1º gennaio - Lucas Piovi, calciatore argentino
- 1º gennaio - Dina Pouryounes Langeroudi, taekwondoka olandese
- 1º gennaio - Giōrgos Saramantas, calciatore greco
- 1º gennaio - Scott Siwicki, pallavolista statunitense
- 1º gennaio - Doğukan Sönmez, cestista turco
- 1º gennaio - Charles Traoré, calciatore francese
- 1º gennaio - Jack Wilshere, allenatore di calcio e ex calciatore inglese
- 2 gennaio - Abdul Baset Al-Sarout, attivista e militare siriano († 2019)
- 2 gennaio - Laura Baggi, pallavolista italiana
- 2 gennaio - Jhon Chancellor, calciatore venezuelano
- 2 gennaio - Viktor Claesson, calciatore svedese
- 2 gennaio - Mamoudou Doumbouya, giocatore di football americano francese
- 2 gennaio - Abbie Eaton, pilota automobilistica britannica
- 2 gennaio - Ali Fathi, calciatore egiziano
- 2 gennaio - Paulo Gazzaniga, calciatore argentino
- 2 gennaio - Alexander Groven, calciatore norvegese
- 2 gennaio - Isabella Holland, ex tennista australiana
- 2 gennaio - Ignacio Maganto, calciatore spagnolo
- 2 gennaio - Aleksej Marčenko, hockeista su ghiaccio russo
- 2 gennaio - Lachlan Morton, ciclista su strada australiano
- 2 gennaio - Teemu Pulkkinen, hockeista su ghiaccio finlandese
- 2 gennaio - Elivelto, calciatore brasiliano
- 2 gennaio - Marko Simonovski, calciatore macedone
- 2 gennaio - Clelia Tini, nuotatrice sammarinese
- 2 gennaio - Ömer Ali Şahiner, calciatore turco
- 3 gennaio - Aldo Araujo, calciatore argentino
- 3 gennaio - Jon Aurtenetxe, calciatore spagnolo
- 3 gennaio - Ruslan Barsky, calciatore israeliano
- 3 gennaio - Kaelin Clay, ex giocatore di football americano statunitense
- 3 gennaio - Maksim Cvetkov, biatleta russo
- 3 gennaio - Francesca Da Ros, calciatrice italiana
- 3 gennaio - Carlos Emanuel Franco, calciatore argentino
- 3 gennaio - Gao Lei, ginnasta cinese
- 3 gennaio - Cyril Hennion, calciatore francese
- 3 gennaio - Ivan Ivanov, pesista kazako
- 3 gennaio - Carlotta Maggiorana, ex modella e ballerina italiana
- 3 gennaio - Doug McDermott, cestista statunitense
- 3 gennaio - Daniel McLay, ciclista su strada britannico
- 3 gennaio - Marco Migliorini, ex calciatore italiano
- 3 gennaio - Augusto Solari, calciatore argentino
- 3 gennaio - Delphine Wespiser, modella francese
- 3 gennaio - Sandra Zaniewska, allenatrice di tennis e ex tennista polacca
- 4 gennaio - Mohammed Al-Fatil, calciatore saudita
- 4 gennaio - Kris Bryant, giocatore di baseball statunitense
- 4 gennaio - Sajad Ganjzadeh, karateka iraniano
- 4 gennaio - Till-Joscha Jönke, cestista tedesco
- 4 gennaio - Sabin Merino, calciatore spagnolo
- 4 gennaio - Alexander N'Doumbou, calciatore gabonese
- 4 gennaio - Sergio Ojeda, calciatore argentino
- 4 gennaio - Mohamed Ounajem, calciatore marocchino
- 4 gennaio - Peter Paltchik, judoka israeliano
- 4 gennaio - Quincy Promes, ex calciatore olandese
- 4 gennaio - Jaan Puidet, cestista estone
- 4 gennaio - Jesper Rasmussen, ex calciatore danese
- 4 gennaio - Jonatan da Silva Lima, ex calciatore brasiliano
- 5 gennaio - Afriyie Acquah, calciatore ghanese
- 5 gennaio - Murolimzhon Akhmedov, calciatore kirghiso
- 5 gennaio - Leandro Barcia, calciatore uruguaiano
- 5 gennaio - Mario Bühler, calciatore svizzero
- 5 gennaio - Julian Derstroff, calciatore tedesco
- 5 gennaio - Alfonso Espino, calciatore uruguaiano
- 5 gennaio - Mike Faist, attore statunitense
- 5 gennaio - Paddy Jackson, rugbista a 15 britannico
- 5 gennaio - Stephan Leyhe, saltatore con gli sci tedesco
- 5 gennaio - Jan Mikula, calciatore ceco
- 5 gennaio - Saeid Mollaei, judoka iraniano
- 5 gennaio - Trevor Philp, ex sciatore alpino canadese
- 5 gennaio - Calogero Rizzuto, calciatore tedesco
- 5 gennaio - Trent Sainsbury, calciatore australiano
- 5 gennaio - Waleed Salem Al-Lami, calciatore iracheno
- 5 gennaio - Ryan Sanusi, calciatore belga
- 5 gennaio - Cameron Stones, ex bobbista canadese
- 5 gennaio - Suki Waterhouse, modella, attrice e cantante britannica
- 6 gennaio - Ismael Borrero, lottatore cubano
- 6 gennaio - Sebastián Caballero, calciatore argentino
- 6 gennaio - Lukas Crepaz, hockeista su ghiaccio italiano
- 6 gennaio - Davide Diaw, calciatore italiano
- 6 gennaio - Nik'a Dzalamidze, ex calciatore georgiano
- 6 gennaio - Lisa Henning, pallavolista statunitense
- 6 gennaio - LaDontae Henton, ex cestista statunitense
- 6 gennaio - Sidni Hoxha, nuotatore albanese
- 6 gennaio - Maguinho, calciatore brasiliano
- 6 gennaio - Taha Yassine Khenissi, calciatore tunisino
- 6 gennaio - Roman Ljubimov, hockeista su ghiaccio russo
- 6 gennaio - Nicky Low, calciatore scozzese
- 6 gennaio - Jasmin Mešanović, calciatore bosniaco
- 6 gennaio - Jonathan Moya, calciatore costaricano
- 6 gennaio - Quentin Pacher, ciclista su strada francese
- 6 gennaio - Ted van de Pavert, ex calciatore olandese
- 6 gennaio - Luis Pedro da Silva Ferreira, calciatore angolano
- 6 gennaio - Diona Reasonover, attrice statunitense
- 6 gennaio - Christian Schilling, calciatore austriaco
- 7 gennaio - Choren Bajramjan, calciatore russo
- 7 gennaio - Charles Barton, cestista svedese
- 7 gennaio - Miguel Basulto, calciatore messicano
- 7 gennaio - James Bell, cestista statunitense
- 7 gennaio - Loris Benito, calciatore svizzero
- 7 gennaio - Thomas Bruns, calciatore olandese
- 7 gennaio - Børns, cantante statunitense
- 7 gennaio - Mélodie Daoust, hockeista su ghiaccio canadese
- 7 gennaio - Božo Đumić, cestista serbo
- 7 gennaio - Karolína Elhotová, ex cestista ceca
- 7 gennaio - Gerson, calciatore brasiliano
- 7 gennaio - Michael Marinaro, pattinatore artistico su ghiaccio canadese
- 7 gennaio - Mattia Mura, regista cinematografico italiano
- 7 gennaio - Sefanaia Naivalu, rugbista a 15 figiano
- 7 gennaio - Ionuț Năstăsie, calciatore rumeno
- 7 gennaio - Bryan Pamba, cestista francese
- 7 gennaio - Eduardo Pereira Rodrigues, calciatore brasiliano
- 7 gennaio - Pieter Prinsloo, cestista sudafricano
- 7 gennaio - Jessica Rossi, tiratrice a volo italiana
- 7 gennaio - Daniel Suárez, pilota automobilistico messicano
- 7 gennaio - Edgaras Ulanovas, cestista lituano
- 7 gennaio - Filip Valenčič, calciatore sloveno
- 7 gennaio - Alhassan Wakaso, calciatore ghanese
- 7 gennaio - Ketlen Wiggers, calciatrice brasiliana
- 8 gennaio - Tadhg Beirne, rugbista a 15 irlandese
- 8 gennaio - Dali Benssalah, attore francese
- 8 gennaio - Patrik Carlgren, calciatore svedese
- 8 gennaio - Lindsey Coffey, modella statunitense
- 8 gennaio - Shavon Coleman, cestista statunitense
- 8 gennaio - Stefanie Dolson, cestista statunitense
- 8 gennaio - Nathalie Eklund, ex sciatrice alpina svedese
- 8 gennaio - Fernando Fabián Fernández, calciatore paraguaiano
- 8 gennaio - Gaia Gorini, cestista italiana
- 8 gennaio - Vojtěch Hadaščok, calciatore ceco
- 8 gennaio - Tenketsu Harimoto, cestista cinese
- 8 gennaio - Kevin McDowell, triatleta statunitense
- 8 gennaio - Kenny McLean, calciatore scozzese
- 8 gennaio - Justin Murisier, sciatore alpino svizzero
- 8 gennaio - Yrondu Musavu-King, ex calciatore gabonese
- 8 gennaio - Koke, calciatore spagnolo
- 8 gennaio - Paulo André Rodrigues de Oliveira, calciatore portoghese
- 8 gennaio - Evgenij Šalunov, ex ciclista su strada russo
- 8 gennaio - Elena Soboleva, fondista russa
- 8 gennaio - Chiara Valzolgher, calciatrice italiana
- 8 gennaio - Apostolos Vellios, calciatore greco
- 8 gennaio - Andrea Venzon, politico italiano
- 8 gennaio - Shahdon Winchester, calciatore trinidadiano († 2019)
- 9 gennaio - Aaron Best, cestista canadese
- 9 gennaio - Esteban Burgos, calciatore argentino
- 9 gennaio - Jack Campbell, hockeista su ghiaccio statunitense
- 9 gennaio - William Gustavo, ex calciatore brasiliano
- 9 gennaio - Edon Hasani, calciatore albanese
- 9 gennaio - Terrence Jones, cestista statunitense
- 9 gennaio - Aleksandar Kovačević, calciatore serbo
- 9 gennaio - Elias Lasisi, cestista belga
- 9 gennaio - Claudia Marsicano, attrice e regista italiana
- 9 gennaio - Cody Miller, nuotatore statunitense
- 9 gennaio - Swan N'Gapeth, pallavolista francese
- 9 gennaio - Joseph Parker, pugile neozelandese
- 9 gennaio - Kyle Smith, calciatore statunitense
- 9 gennaio - Walter Viitala, ex calciatore finlandese
- 9 gennaio - Andreas Voglsammer, calciatore tedesco
- 10 gennaio - Omid Alishah, calciatore iraniano
- 10 gennaio - Lady Andrade, calciatrice colombiana
- 10 gennaio - Christian Atsu, calciatore ghanese († 2023)
- 10 gennaio - Kemar Bailey-Cole, velocista giamaicano
- 10 gennaio - Mario Blessing, ex cestista tedesco
- 10 gennaio - Geremy Davis, giocatore di football americano statunitense
- 10 gennaio - Muhammet Demir, calciatore turco
- 10 gennaio - Joel Ferreira, calciatore portoghese
- 10 gennaio - Maryja Filončyk, ex cestista bielorussa
- 10 gennaio - Ramiro Finco, rugbista a 15 e rugbista a 7 argentino
- 10 gennaio - Emmanuel Frimpong, ex calciatore ghanese
- 10 gennaio - Natalia Gaitán, calciatrice colombiana
- 10 gennaio - Vegard Gjermundshaug, ex biatleta norvegese
- 10 gennaio - Daniel Godelli, sollevatore albanese
- 10 gennaio - Dennis Kramer, cestista statunitense († 2023)
- 10 gennaio - Federico Milo, calciatore argentino
- 10 gennaio - Osama Omari, calciatore siriano
- 10 gennaio - Lukas Pöstlberger, ciclista su strada e ciclocrossista austriaco
- 10 gennaio - Anderson Santamaría, calciatore peruviano
- 10 gennaio - Michele Scartezzini, pistard italiano
- 10 gennaio - Pavel Snurnicyn, hockeista su ghiaccio russo († 2011)
- 10 gennaio - Šime Vrsaljko, ex calciatore croato
- 10 gennaio - Siobhan Williams, attrice e cantante canadese
- 10 gennaio - Katrina Young, tuffatrice statunitense
- 11 gennaio - Filip Bradarić, ex calciatore croato
- 11 gennaio - Daniel Carvajal, calciatore spagnolo
- 11 gennaio - Filippo Corio, pallanuotista italiano
- 11 gennaio - Joan Creus Custodio, ex cestista spagnolo
- 11 gennaio - Laysla De Oliveira, attrice canadese
- 11 gennaio - Michele Godino, snowboarder italiano
- 11 gennaio - Lee Seung-hoon, rapper, cantautore e coreografo sudcoreano
- 11 gennaio - Patrick Marins Vieira, calciatore brasiliano
- 11 gennaio - Audien, disc jockey e produttore discografico statunitense
- 11 gennaio - Ernest, cantautore statunitense
- 12 gennaio - Ishak Belfodil, calciatore algerino
- 12 gennaio - Sergio Campbell, ex calciatore giamaicano
- 12 gennaio - Charyl Chappuis, calciatore svizzero
- 12 gennaio - Maria Luisa De Crescenzo, attrice italiana
- 12 gennaio - Edson Farias, calciatore brasiliano
- 12 gennaio - Wojciech Golla, calciatore polacco
- 12 gennaio - Josh Hairston, ex cestista statunitense
- 12 gennaio - Georgia May Jagger, supermodella inglese
- 12 gennaio - Jaguar Jonze, cantautrice, polistrumentista e fotografa australiana
- 12 gennaio - Myck Kabongo, ex cestista e allenatore di pallacanestro della Repubblica Democratica del Congo
- 12 gennaio - Mao Kobayashi, attrice e modella giapponese
- 12 gennaio - Mario Kvesić, calciatore bosniaco
- 12 gennaio - Lucas Liß, dirigente sportivo, ex pistard e ciclista su strada tedesco
- 12 gennaio - Samuele Longo, calciatore italiano
- 12 gennaio - Juan Martínez Trejo, calciatore argentino
- 12 gennaio - Lucas Mugni, calciatore argentino
- 12 gennaio - Iivo Niskanen, fondista finlandese
- 12 gennaio - Daniel Ting, calciatore malaysiano
- 12 gennaio - Dragoljub Srnić, calciatore serbo
- 12 gennaio - Slavoljub Srnić, calciatore serbo
- 12 gennaio - Myrat Ýagşyýew, calciatore turkmeno
- 13 gennaio - Santiago Arias, calciatore colombiano
- 13 gennaio - Nassim Ben Khalifa, calciatore svizzero
- 13 gennaio - Valentin Bigote, cestista francese
- 13 gennaio - Sam Cane, rugbista a 15 neozelandese
- 13 gennaio - Kaitlyn Christian, tennista statunitense
- 13 gennaio - Thibault Colard, canottiere francese
- 13 gennaio - Mádson, calciatore brasiliano
- 13 gennaio - Hyvin Kiyeng, siepista keniota
- 13 gennaio - Natalia Kurnikowska, pallavolista polacca
- 13 gennaio - Liina Laasma, giavellottista estone
- 13 gennaio - Adam Matthews, calciatore gallese
- 13 gennaio - Emebet Anteneh Mengistu, ex mezzofondista etiope
- 13 gennaio - Esteban Orfano, calciatore argentino
- 13 gennaio - Dinah Pfizenmaier, ex tennista tedesca
- 13 gennaio - Péter Prohászka, scacchista ungherese
- 13 gennaio - Brian Savoy, cestista argentino
- 13 gennaio - Adrian Siemieniec, allenatore di calcio polacco
- 13 gennaio - Marnick Vermijl, calciatore belga
- 14 gennaio - Ahad Azam, calciatore israeliano
- 14 gennaio - Robbie Brady, calciatore irlandese
- 14 gennaio - Eleonora Cortini, personaggio televisivo e showgirl italiana
- 14 gennaio - Enzo Díaz, calciatore argentino
- 14 gennaio - Tom Eaves, calciatore inglese
- 14 gennaio - Emiliano Ellacopulos, calciatore argentino
- 14 gennaio - Sergio Hipperdinger, ex calciatore argentino
- 14 gennaio - Hsu Chieh-yu, tennista taiwanese
- 14 gennaio - Jules Iloki, ex calciatore francese
- 14 gennaio - James O'Shaughnessy, giocatore di football americano statunitense
- 14 gennaio - Jace Olsen, pallavolista statunitense
- 14 gennaio - Maher Sabra, calciatore libanese
- 14 gennaio - Nimue Smit, modella olandese
- 14 gennaio - Marko Tešija, calciatore croato
- 14 gennaio - Xavier Vieira, calciatore andorrano
- 14 gennaio - Andrés Vilches, calciatore cileno
- 14 gennaio - Wang Qiang, tennista cinese
- 14 gennaio - Zhu Mingye, schermitrice cinese
- 15 gennaio - Bacar Baldé, ex calciatore guineense
- 15 gennaio - Mokhtar Belkhiter, calciatore algerino
- 15 gennaio - John Bostock, calciatore inglese
- 15 gennaio - Kirby Burkholder, ex cestista statunitense
- 15 gennaio - Cameron Coleman, cestista statunitense
- 15 gennaio - Rosa Cupido, cestista italiana
- 15 gennaio - Kastriot Dermaku, calciatore albanese
- 15 gennaio - Rasmus Falk Jensen, calciatore danese
- 15 gennaio - Thomas Goyard, velista francese
- 15 gennaio - Marcin Kamiński, calciatore polacco
- 15 gennaio - Mathis Keita, cestista francese
- 15 gennaio - Joshua King, calciatore norvegese
- 15 gennaio - Leonardo Sarto, rugbista a 15 italiano
- 15 gennaio - Sheldry Sáez, modella panamense
- 15 gennaio - Narumi Takahashi, pattinatrice artistica su ghiaccio giapponese
- 15 gennaio - Joël Veltman, calciatore olandese
- 15 gennaio - Max von der Groeben, attore tedesco
- 16 gennaio - Evrard Atcho, cestista svizzero
- 16 gennaio - Pablo Corral, calciatore cileno
- 16 gennaio - Francesca Deidda, nuotatrice artistica italiana
- 16 gennaio - Matt Doherty, calciatore irlandese
- 16 gennaio - Vashil Fernandez, ex cestista giamaicano
- 16 gennaio - Piper Gilles, danzatrice su ghiaccio statunitense
- 16 gennaio - Jimmy Giraudon, calciatore francese
- 16 gennaio - Michel Douglas Guedes, calciatore brasiliano
- 16 gennaio - Maja Keuc, cantante slovena
- 16 gennaio - Pedro Martín, calciatore spagnolo
- 16 gennaio - Preston Purifoy, cestista statunitense
- 16 gennaio - Dardan Rexhepi, ex calciatore svedese
- 16 gennaio - Will Sheehey, ex cestista statunitense
- 16 gennaio - Shi Gaofeng, schermidore cinese
- 16 gennaio - Sebastian Steblecki, calciatore polacco
- 16 gennaio - Ruslan Stepanjuk, calciatore ucraino
- 16 gennaio - Chafik Tigroudja, calciatore francese
- 16 gennaio - Álex Vallejo, calciatore spagnolo
- 17 gennaio - Nasrane Bacar, velocista francese
- 17 gennaio - Ezequiel Cerutti, calciatore argentino
- 17 gennaio - Iuri Filosi, ex ciclista su strada italiano
- 17 gennaio - Tom Flanagan, calciatore nordirlandese
- 17 gennaio - José Antonio García Fernández, ex calciatore messicano
- 17 gennaio - Jiang Haiqi, nuotatore cinese
- 17 gennaio - Hiva Kamoise, calciatore francese
- 17 gennaio - Anton Karačanakov, calciatore bulgaro
- 17 gennaio - Zauri Macharadze, calciatore ucraino
- 17 gennaio - Frantz Massenat, allenatore di pallacanestro e ex cestista statunitense
- 17 gennaio - Oleksandr Obolončyk, slittinista ucraino
- 17 gennaio - Osama Rashid, calciatore iracheno
- 17 gennaio - Marcella Resca, artista marziale italiana
- 17 gennaio - Marwane Saadane, calciatore marocchino
- 17 gennaio - Eron Santos Lourenço, ex calciatore brasiliano
- 17 gennaio - Lasha Shergelashvili, calciatore georgiano
- 18 gennaio - Francesco Bardi, calciatore italiano
- 18 gennaio - Steve Breitkreuz, calciatore tedesco
- 18 gennaio - Tommaso De Vecchis, ginnasta italiano
- 18 gennaio - Oliver Ekroth, calciatore svedese
- 18 gennaio - Mathieu Faivre, sciatore alpino francese
- 18 gennaio - Francisco Júnior, calciatore guineense
- 18 gennaio - Sebastián Gallegos, calciatore uruguaiano
- 18 gennaio - Akaki Gogia, calciatore georgiano
- 18 gennaio - Marcin Held, artista marziale misto polacco
- 18 gennaio - Jin Jingdao, calciatore cinese
- 18 gennaio - Dagny Knutson, nuotatrice statunitense
- 18 gennaio - Giorgi Mch'edlishvili, calciatore georgiano
- 18 gennaio - Jefferson Murillo, calciatore colombiano
- 18 gennaio - Lukas Rath, calciatore austriaco
- 18 gennaio - Berglind Björg Þorvaldsdóttir, calciatrice islandese
- 18 gennaio - Anastasija Vasyl'jeva, ex tennista ucraina
- 18 gennaio - Xavier Williams, giocatore di football americano statunitense
- 18 gennaio - David Yankey, giocatore di football americano australiano
- 18 gennaio - Wezirgeldi Ylýasow, calciatore turkmeno
- 18 gennaio - Wendy Choo, wrestler statunitense
- 19 gennaio - Rayane Aabid, calciatore francese
- 19 gennaio - Saad Abdul-Amir, calciatore iracheno
- 19 gennaio - Alejandro Altuna, calciatore argentino
- 19 gennaio - Nicklas Bärkroth, calciatore svedese
- 19 gennaio - B.J. Dubose, giocatore di football americano statunitense
- 19 gennaio - Rodney Gunter, ex giocatore di football americano statunitense
- 19 gennaio - Kristen Hahn, pallavolista e allenatrice di pallavolo statunitense
- 19 gennaio - Alan Hernández, ex calciatore panamense
- 19 gennaio - Shawn Johnson, ex ginnasta statunitense
- 19 gennaio - Kristoffer Larsen, calciatore norvegese
- 19 gennaio - Logan Lerman, attore statunitense
- 19 gennaio - Mac Miller, rapper, cantautore e musicista statunitense († 2018)
- 19 gennaio - Micium Mhone, calciatore malawiano
- 19 gennaio - Bogdan Planić, calciatore serbo
- 19 gennaio - James Woods, ex sciatore freestyle britannico
- 20 gennaio - Alejandro Barbaro, calciatore argentino
- 20 gennaio - Giovanni Bianco, pallanuotista italiano
- 20 gennaio - Floris De Tier, ciclista su strada belga
- 20 gennaio - Mark Hartmann, calciatore filippino
- 20 gennaio - Ben Kantarovski, ex calciatore australiano
- 20 gennaio - Mohammad Reza Khanzadeh, calciatore iraniano
- 20 gennaio - Paulo Lima, calciatore uruguaiano
- 20 gennaio - Yannick Makota, calciatore camerunese
- 20 gennaio - Matías Malvino, calciatore uruguaiano
- 20 gennaio - Dan Mönell, calciatore e giocatore di calcio a 5 svedese
- 20 gennaio - Matías Navarrete, calciatore cileno
- 20 gennaio - Sebastián Palacios, calciatore argentino
- 20 gennaio - Massimo Ronchetti, hockeista su ghiaccio svizzero
- 20 gennaio - Troy Rosario, cestista filippino
- 20 gennaio - Gökhan Töre, calciatore tedesco
- 20 gennaio - Sadney Urikhob, calciatore namibiano
- 20 gennaio - Jorge Zárate, calciatore messicano
- 21 gennaio - Josué Albert, calciatore francese
- 21 gennaio - Bilal Belhimer, judoka algerino
- 21 gennaio - Sven Erik Bystrøm, ciclista su strada norvegese
- 21 gennaio - Mathías Calfani, cestista uruguaiano
- 21 gennaio - Verónica Cepede Royg, tennista paraguaiana
- 21 gennaio - James Duckworth, tennista australiano
- 21 gennaio - Eli Elbaz, calciatore israeliano
- 21 gennaio - Seantrel Henderson, giocatore di football americano statunitense
- 21 gennaio - Sebastien Ibeagha, calciatore nigeriano
- 21 gennaio - Kwame Karikari, calciatore ghanese
- 21 gennaio - Nicolás Mezquida, calciatore uruguaiano
- 21 gennaio - Logan O'Brien, attore e cantante statunitense
- 21 gennaio - Artūrs Plēsnieks, sollevatore lettone
- 21 gennaio - Ozealisson Santos Gomes, calciatore brasiliano
- 21 gennaio - Roland Szolnoki, calciatore ungherese
- 21 gennaio - Marija Vuković, altista montenegrina
- 21 gennaio - Ronwen Williams, calciatore sudafricano
- 22 gennaio - Gonzalo Barreto, calciatore uruguaiano
- 22 gennaio - Bror Blume, calciatore danese
- 22 gennaio - Matheus Borges Domingues, ex calciatore brasiliano
- 22 gennaio - Marcelo Cirino, calciatore brasiliano
- 22 gennaio - Conor Dunne, ex ciclista su strada irlandese
- 22 gennaio - Mickey Gall, artista marziale misto statunitense
- 22 gennaio - Benjamin Jeannot, ex calciatore francese
- 22 gennaio - Achraf Lazaar, calciatore marocchino
- 22 gennaio - Kristoffer Løkberg, ex calciatore norvegese
- 22 gennaio - Leandro Marín, ex calciatore argentino
- 22 gennaio - Ella Mastrantonio, calciatrice australiana
- 22 gennaio - Ihor Ozarkiv, ex calciatore ucraino
- 22 gennaio - Manuel Sapunga, calciatore equatoguineano
- 22 gennaio - Sindre Bjørnestad Skar, fondista norvegese
- 22 gennaio - Vincent Aboubakar, calciatore camerunese
- 23 gennaio - Sergio Álvarez Díaz, calciatore spagnolo
- 23 gennaio - Daniela Braga, supermodella brasiliana
- 23 gennaio - Daniel Brändle, ex calciatore liechtensteinese
- 23 gennaio - Haruka Chisuga, doppiatrice giapponese
- 23 gennaio - Luca Ghiringhelli, calciatore italiano
- 23 gennaio - Valentin Giraud Moine, sciatore alpino francese
- 23 gennaio - Joana Hählen, sciatrice alpina svizzera
- 23 gennaio - Jennifer Hamson, ex cestista e pallavolista statunitense
- 23 gennaio - Matt Hazel, giocatore di football americano statunitense
- 23 gennaio - Lee Hye-jin, pistard sudcoreana
- 23 gennaio - Serge-Junior Martinsson Ngouali, calciatore svedese
- 23 gennaio - Keegan Messing, pattinatore artistico su ghiaccio canadese
- 23 gennaio - Kacper Młynarski, cestista polacco
- 23 gennaio - Yeni N'Gbakoto, calciatore francese
- 23 gennaio - Ngozi Onwumere, velocista e bobbista nigeriana
- 23 gennaio - TJ Perenara, rugbista a 15 neozelandese
- 23 gennaio - Jack Reynor, attore irlandese
- 23 gennaio - Federica Sabatini, attrice italiana
- 23 gennaio - Ol'ha Senjuk, arciera ucraina
- 23 gennaio - Nemanja Subotić, calciatore serbo
- 23 gennaio - Aleksandr Vasil'ev, ex calciatore russo
- 23 gennaio - Xu Anqi, schermitrice cinese
- 23 gennaio - Can Uğur Öğüt, cestista turco
- 24 gennaio - Kenny Chery, cestista canadese
- 24 gennaio - Ezequiel Cirigliano, calciatore argentino
- 24 gennaio - Dankler Luis de Jesus Pereira, calciatore brasiliano
- 24 gennaio - Marko Dmitrović, calciatore serbo
- 24 gennaio - Rebecca Downie, ginnasta inglese
- 24 gennaio - Dwayne Evans, cestista statunitense
- 24 gennaio - Jeremiah George, giocatore di football americano statunitense
- 24 gennaio - Aaron Katebe, calciatore zambiano
- 24 gennaio - Kevin Krawietz, tennista tedesco
- 24 gennaio - Akseli Olin, giocatore di football americano finlandese
- 24 gennaio - Yakuba Ouattara, cestista burkinabé
- 24 gennaio - Park Sun-im, attrice e modella sudcoreana
- 24 gennaio - Danilo Petrović, tennista serbo
- 24 gennaio - Reinhold Ranftl, calciatore austriaco
- 24 gennaio - Octavio Rivero, calciatore uruguaiano
- 24 gennaio - Felitciano Zschusschen, calciatore olandese
- 25 gennaio - Mark Andrews, wrestler gallese
- 25 gennaio - Moritz Bauer, ex calciatore svizzero
- 25 gennaio - Pauline Chalamet, attrice, sceneggiatrice e produttrice cinematografica statunitense
- 25 gennaio - Travis Daniels, cestista statunitense
- 25 gennaio - Nikola Dedović, pallanuotista serbo
- 25 gennaio - Óscar González, calciatore venezuelano
- 25 gennaio - Christian Landu Landu, calciatore norvegese
- 25 gennaio - Brandon Linder, ex giocatore di football americano statunitense
- 25 gennaio - Galbadrachyn Otgoncėcėg, judoka kazaka
- 25 gennaio - Ivana Rudelić, calciatrice tedesca
- 25 gennaio - Meighan Simmons, cestista statunitense
- 25 gennaio - Dino Stančič, calciatore sloveno
- 25 gennaio - Ben Williams, triplista britannico
- 25 gennaio - Bojan Ǵorgievski, ex calciatore macedone
- 26 gennaio - Mauricio Affonso, calciatore uruguaiano
- 26 gennaio - Sasha Banks, wrestler statunitense
- 26 gennaio - Taylor Crabb, pallavolista statunitense
- 26 gennaio - Yvonne Daldossi, pattinatrice di velocità su ghiaccio italiana
- 26 gennaio - Abdul Gaddy, cestista statunitense
- 26 gennaio - Marwan Hussein, calciatore iracheno
- 26 gennaio - Salvador Ichazo, calciatore uruguaiano
- 26 gennaio - Wahyt Orazsähedow, calciatore turkmeno
- 26 gennaio - Marvin Plattenhardt, ex calciatore tedesco
- 26 gennaio - Francesco Puppi, maratoneta e fondista di corsa in montagna italiano
- 26 gennaio - Alassane També, ex calciatore francese
- 26 gennaio - Simon d'Artois, sciatore freestyle canadese
- 27 gennaio - Emmanuel Andújar, cestista statunitense
- 27 gennaio - Antonini Čulina, dirigente sportivo e ex calciatore croato
- 27 gennaio - César Bernardo Dutra, calciatore brasiliano
- 27 gennaio - Tio Ellinas, pilota automobilistico cipriota
- 27 gennaio - Michela Franco, calciatrice italiana
- 27 gennaio - Egor Krimets, calciatore uzbeko
- 27 gennaio - Kodjo Laba, calciatore togolese
- 27 gennaio - Aleksej Nikitin, calciatore russo
- 27 gennaio - Isabelle Pedersen, ostacolista norvegese
- 27 gennaio - Dušan Petković, pallavolista serbo
- 27 gennaio - Stefano Pettinari, calciatore italiano
- 27 gennaio - Nauraj Singh Randhawa, altista malaysiano
- 27 gennaio - Thomas Rotter, calciatore austriaco
- 27 gennaio - Jason Seed, hockeista su ghiaccio canadese
- 27 gennaio - Amjyot Singh, cestista indiano
- 27 gennaio - Kalle Taimi, calciatore finlandese
- 27 gennaio - Hamari Traoré, calciatore maliano
- 28 gennaio - Sergio Araujo, calciatore argentino
- 28 gennaio - Loïc Baal, calciatore francese
- 28 gennaio - John Brown, cestista statunitense
- 28 gennaio - Alex Davis, cestista statunitense
- 28 gennaio - Marcell Deák-Nagy, velocista ungherese
- 28 gennaio - Angelica Dibiase, giocatrice di calcio a 5 italiana
- 28 gennaio - Simone Egeriis, cantante danese
- 28 gennaio - Fabrício Isidoro, calciatore brasiliano
- 28 gennaio - Oussama Haddadi, calciatore tunisino
- 28 gennaio - William Henrique, calciatore brasiliano
- 28 gennaio - Shomari Kapombe, calciatore tanzaniano
- 28 gennaio - Matilda Lutz, attrice e modella italiana
- 28 gennaio - Scott Patterson, fondista statunitense
- 28 gennaio - Ralph Ting, attore cinese
- 28 gennaio - Petrişor Toniţă, giocatore di calcio a 5 romeno
- 28 gennaio - Stauros Vasilantōnopoulos, calciatore greco
- 29 gennaio - Gabriel Araújo Carvalho, calciatore brasiliano
- 29 gennaio - Ovays Azizi, calciatore afghano
- 29 gennaio - Markel Brown, cestista statunitense
- 29 gennaio - Benjamin Dupree, ex giocatore di football americano statunitense
- 29 gennaio - Artūrs Karašausks, calciatore lettone
- 29 gennaio - Maximilian Kleber, cestista tedesco
- 29 gennaio - Emran Ramadani, ex calciatore macedone
- 29 gennaio - Roberto Ramírez, pallavolista portoricano
- 29 gennaio - Tiago Rodrigues, calciatore portoghese
- 29 gennaio - Renato Augusto Santos Júnior, calciatore brasiliano
- 29 gennaio - Martin Wolfram, tuffatore tedesco
- 29 gennaio - Rodinei, calciatore brasiliano
- 30 gennaio - Botuli Bompunga, calciatore congolese (Repubblica Democratica del Congo)
- 30 gennaio - Bashaud Breeland, giocatore di football americano statunitense
- 30 gennaio - Joseph Di Chiara, calciatore canadese
- 30 gennaio - Jarryd Dunn, velocista britannico
- 30 gennaio - Filip Đuričić, calciatore serbo
- 30 gennaio - Branislav Fekete, giocatore di football americano serbo
- 30 gennaio - Omar Gaber, calciatore egiziano
- 30 gennaio - Abdelilah Hafidi, calciatore marocchino
- 30 gennaio - Keith Hornsby, cestista statunitense
- 30 gennaio - Tom Ince, calciatore inglese
- 30 gennaio - Levente Jova, calciatore ungherese
- 30 gennaio - Marie Massios, ex sciatrice alpina francese
- 30 gennaio - KeBlack, rapper e cantante francese
- 30 gennaio - Alexander Milošević, calciatore svedese
- 30 gennaio - Matija Mišić, calciatore croato
- 30 gennaio - Rafał Pietrzak, calciatore polacco
- 30 gennaio - Kingsley Pinda, ex cestista francese
- 30 gennaio - Jessica Wik, calciatrice svedese
- 30 gennaio - Carlos Vallejos, cestista paraguaiano
- 30 gennaio - Bryan Verboom, calciatore belga
- 30 gennaio - Rachael Watson, nuotatrice australiana
- 30 gennaio - Dario Đumić, calciatore bosniaco
- 31 gennaio - Wumi Agunbiade, ex cestista canadese
- 31 gennaio - Aldair Baldé, calciatore portoghese
- 31 gennaio - Raffaello Bonusi, ex ciclista su strada italiano
- 31 gennaio - Christopher, cantante danese
- 31 gennaio - Mateusz Cichocki, calciatore polacco
- 31 gennaio - Andrea Collarini, tennista statunitense
- 31 gennaio - Victor Crone, cantante svedese
- 31 gennaio - Benjamin Girth, calciatore tedesco
- 31 gennaio - Gaëtan Haas, hockeista su ghiaccio svizzero
- 31 gennaio - Jeff Hendrick, calciatore irlandese
- 31 gennaio - Amy Jackson, attrice e modella britannica
- 31 gennaio - Dico Koppers, ex calciatore olandese
- 31 gennaio - Kwon Kyung-won, calciatore sudcoreano
- 31 gennaio - Aleksandr Loginov, biatleta russo
- 31 gennaio - Xandro Meurisse, ciclista su strada belga
- 31 gennaio - Colby Minifie, attrice statunitense
- 31 gennaio - Emiljano Musta, calciatore albanese
- 31 gennaio - Carlos Novas, cestista dominicano
- 31 gennaio - Babatunde Olumuyiwa, cestista sierraleonese
- 31 gennaio - Giulia Riva, velocista italiana
- 31 gennaio - Bouna Sarr, calciatore francese
- 31 gennaio - Filippo Scaglia, calciatore italiano
- 31 gennaio - Tyler Seguin, hockeista su ghiaccio canadese
- 31 gennaio - Lasha Shavdatuashvili, judoka georgiano
- 31 gennaio - Benjamin Siegrist, calciatore svizzero
- 31 gennaio - Hanna Solovej, ciclista su strada e pistard ucraina
- 31 gennaio - Renato Vieira Rodrigues, calciatore brasiliano
- 31 gennaio - Lincoln Younes, attore australiano
- 31 gennaio - Zhou Dongyu, attrice cinese